# Teritorium

Poloha severního teritoria v Austrálii

Teritorium je v obecném smyslu slova zájmové nebo závislé území, případně typ nejvyšší územněsprávní jednotky.
Může tak jít o přesně definované území, nebo o nějakou (často i pouze neformálně a mlhavě vytyčenou, třeba dosud neprobádanou) oblast, na niž si nějaký subjekt (nejčastěji stát) dělá nárok coby vlastník, případně v níž se dožaduje privilegovaného postavení. Český překlad slova zní „území“, což je ale širší pojem než teritorium (coby politologický termín) a nelze je zaměňovat. Nicméně např. spojení „státní teritorium“ je ekvivalentem „státního území“.
Související pojem teritorialita může znamenat obecně lpění na území, ale také povinnou územní příslušnost (např. teritorialita soudních exekutorů).
Odvozený pojem exteritorialita označuje jev nacházející se mimo (státní) území.

## Správní celek
Některé federativní státy mají teritoria jako součást správního členění – obvykle se přitom jedná o zvláštní území s nižší formou nezávislosti než státy, země či provincie (některá historická teritoria např. ani neměla stanoveno hlavní město).
Příkladem jsou tři spolková teritoria Kanady, která jsou stejně jako provincie konstituenty federace, ale míra jejich autonomie je podstatně nižší – jsou více podřízena federální vládě. Podobně Severní teritorium v Austrálii. Často je zvláštním teritoriem také hlavní město federace, vyčleněné mimo spolkové státy (takto např. v USA, Austrálii, Mexiku – ale např. v Německu nebo Rakousku je metropole spolkovou zemí stejného postavení jako ostatní země).

## V ekologii
Pojem teritorium je používán i v rámci biologických věd, zejména zoologie, etologie a ekologie. Viz např. hnízdní teritorium. V tom případě je teritorium většinou definováno jako soukromá (nebo polosoukromá) oblast, kterou si živočich vytyčuje (jen pro sebe, nebo pro svou rodinu, smečku apod.) vůči jiným jedincům svého (a případně i jiného) druhu a brání je před nimi. Takové chování se nazývá teritorialita a takový živočich je teritoriální.